# نيل دوهرتي
نيل دوهرتي (بالإنجليزية: Neil Doherty)‏ هو لاعب كرة قدم بريطاني، ولد في 21 فبراير 1969 في بارو إن فورنيس في المملكة المتحدة. لعب مع برمنغهام سيتي ونادي بارو ونادي نورثامبتون تاون.

## وصلات خارجية
- نيل دوهرتي على موقع قاعدة بيانات كرة القدم.إي يو (الإنجليزية)
- نيل دوهرتي على موقع Soccerbase.com (لاعب) (الإنجليزية)